# Verwertungsgesellschaft der Filmschaffenden

Logo

Die Verwertungsgesellschaft der Filmschaffenden Gen.m.b.H. (VdFS) ist eine österreichische Verwertungsgesellschaft zur kollektiven Wahrnehmung und Geltendmachung von Urheberrechten von Filmschaffenden sowie Leistungsschutzrechten von Schauspielern.
Die VdFS wurde 1992 von Filmschaffenden gegründet und ist die jüngste der österreichischen Verwertungsgesellschaften.

## Struktur
Die VdFS ist als private Genossenschaft organisiert. Der Firmensitz ist in Wien. Die Organe der Genossenschaft sind die Generalversammlung (ordentliche Mitglieder), der Vorstand und der Aufsichtsrat.
Zur Vertretung der nicht ordentlichen Mitglieder findet jährlich eine Versammlung der Tantiemenbezugsberechtigten statt.

## Einnahmen
Die VdFS erwirtschaftet Tantiemen in den Bereichen:
- Speichermedienvergütung
- Kabelvergütung
- Öffentliche Wiedergabe in Schulen und Universitäten
- Bibliothekstantieme

## Kontrolle
Die VdFS wird durch ihren Aufsichtsrat, den Österreichischen Genossenschaftsverband (Schulze-Delitzsch), die Aufsichtsbehörde für Verwertungsgesellschaften und einen unabhängigen Wirtschaftsprüfer geprüft.

## Aufgaben
Die VdFS verteilt die aus Zweitverwertungen von Filmen anfallenden Tantiemen an Filmschaffende und Schauspieler. Sie agiert als Treuhänder der Rechteinhaber und verteilt vor allem die aus Kabel- und Leerkassettenvergütung anfallenden Vergütungen an ihre Bezugsberechtigten.
Die Tantiemen werden nach Abzug der Verwaltungskosten zur Gänze an die Bezugsberechtigten gemäß den Verteilungsbestimmungen weitergeleitet.
Bezugsberechtigt sind Urheber aus den Berufsgruppen Regie, Kamera, Schnitt, Kostümbild und Filmarchitektur sowie Schauspieler und Rechtsnachfolger von Bezugsberechtigten.
Grundlage für die Wahrnehmung  dieser Rechte ist der Abschluss eines Wahrnehmungsvertrages mit der VdFS. Zurzeit werden rund 2.800 Bezugsberechtige
von der VdFS vertreten.
Durch Gegenseitigkeitsverträge mit Schwestergesellschaften werden die Rechte der Bezugsberechtigten auch im Ausland wahrgenommen.
Neben der Hauptaufgabe, der Einhebung und Verteilung von Tantiemen, werden auch gesetzlich vorgeschriebene soziale und kulturelle Aufgaben wahrgenommen, z. B. Förderung des österreichischen Filmschaffens oder Lebenskostenzuschüsse für notleidende Bezugsberechtigte.
Die VdFS ist nicht auf Gewinn ausgerichtet und zieht lediglich die entstandenen Verwaltungskosten aus den Einnahmen ab.
Die Organisation setzt sich für eine Reform des Urheberrechts ein.

## Weblink
- Homepage der VdFS